# Centre eqüestre olímpic de Hong Kong
El Centre eqüestre olímpic de Hong Kong és un conjunt d'instal·lacions esportives a Hong Kong (La Xina) per a la pràctica dels esports eqüestres. Serà la seu de les competicions d'equitació dels Jocs Olímpics de 2008.
- El Centre Eqüestre Olímpic de Sha Tin acollirà al seu estadi principal (amb capacitat per a 18.000 espectadors) les competicions de salts eqüestres i de doma.

- Les instal·lacions del Club Campestre Beas River veuran la prova de camp a través del concurs complet en un recorregut de 5,7 km traçat especialment per a l'esdeveniment.